# Stygnopsidae
Famille
Les Stygnopsidae sont une famille d'opilions laniatores. On connaît 70 espèces dans 22 genres.

## Distribution
Les espèces de cette famille se rencontrent en Amérique du Nord et en Amérique centrale.

## Liste des genres
Selon World Catalogue of Opiliones (05/10/2021) :
- Karosinae Cruz-López & Francke, 2017
  - Chapulobunus Goodnight & Goodnight, 1946
  - Crettaros Cruz-López & Francke, 2015
  - Huasteca Cruz-López & Francke, 2015
  - Karos Goodnight & Goodnight, 1944
  - Mictlana Cruz-López & Francke, 2015
  - Montabunus Goodnight & Goodnight, 1945
  - Monterella Goodnight & Goodnight, 1944
  - Potosa Goodnight & Goodnight, 1947
- Stygnopsinae Sørensen, 1932
  - Chinquipellobunus Goodnight & Goodnight, 1944
  - Hoplobunus Banks, 1900
  - Isaeus Sørensen, 1932
  - Iztlina Cruz-López & Francke, 2017
  - Mexotroglinus Šilhavý, 1977
  - Minisge Cruz-López, Monjaraz-Ruedas & Francke, 2019
  - Panzosus Roewer, 1949
  - Paramitraceras Pickard-Cambridge, 1905
  - Philora Goodnight & Goodnight, 1954
  - Sbordonia Šilhavý, 1977
  - Serrobunus Goodnight & Goodnight, 1942
  - Stygnopsis Sørensen, 1902
  - Tonalteca Cruz-López & Francke, 2017
  - Troglostygnopsis Šilhavý, 1974

## Publication originale
- Henriksen, 1932 : « Descriptiones Laniatorum (Arachnidorum Opilionum Subordinis). Opus posthumum recognovit et edidit Kai L. Henriksen. » Det Kongelige Danske Videnskabernes Selskabs skrifter, Naturvidenskabelig og Mathematisk Afdeling, sér. 9, vol. 3, no 4, p. 197–422.